# Bathanthidium bifoveolatum
Bathanthidium bifoveolatum är en biart som först beskrevs av Johann Dietrich Alfken 1937.  Bathanthidium bifoveolatum ingår i släktet Bathanthidium och familjen buksamlarbin. Inga underarter finns listade i Catalogue of Life.